# Ichthyaetus leucophthalmus
Il gabbiano occhibianchi (Ichthyaetus leucophthalmus, Temminck 1825) è un uccello della famiglia dei Laridi.
È endemico del Mar Rosso ed uno dei gabbiani più rari, con una popolazione stimata di 4000-6500 coppie. Il suo habitat è minacciato dalla pressione umana (turismo) e dall'inquinamento da petrolio per via delle numerose piattaforme presenti nell'area.

## Sistematica
Ichthyaetus leucophthalmus non ha sottospecie, è monotipico.
Come è comune a numerosi tipi di gabbiani, il gabbiano occhibianchi è stato tradizionalmente piazzato nel genus Larus.. Il suo parente più prossimo è il gabbiano di Hemprich.

## Distribuzione e habitat

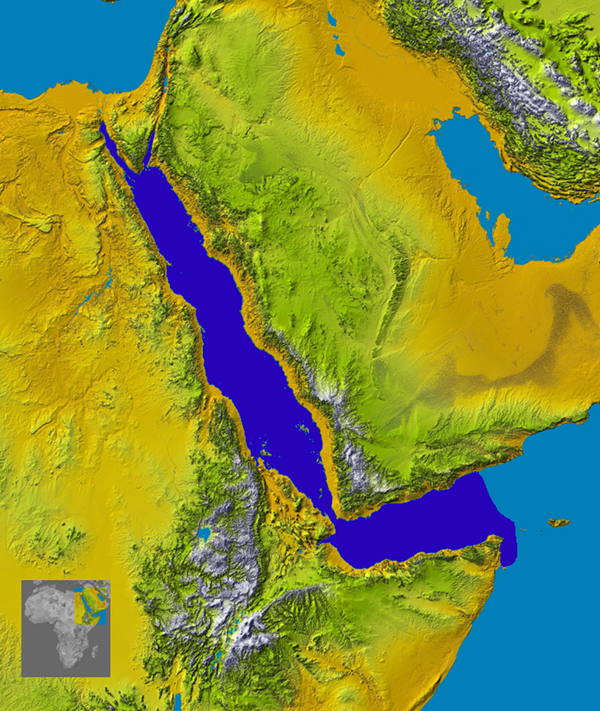
Areale di I. leucophthalmus (blu scuro)

Questo gabbiano vive sulle isole e lungo le coste del Mar Rosso, del Golfo di Aden e del Golfo Persico; si spinge più di rado anche nel Mediterraneo orientale, avvicinandosi talvolta all'Italia; è accidentale in Iran, in Oman, e nelle Maldive. In Kenya è estinto.